# Sumner Paine
Sumner Paine (13 mei 1868 - 18 april 1904) was een Amerikaans schutter en olympisch kampioen.
Sumner Paine nam als schutter succesvol deel aan de Olympische Spelen van 1896. Op het onderdeel militair pistool won hij zilver en op de 50 meter pistool won hij goud. Hij mocht niet meedoen aan het onderdeel snelvuurpistool omdat zijn pistool niet van het vereiste kaliber was.
Sumner nam samen met zijn broer John Paine deel aan de Spelen. Zij gebruikten hierbij colt-revolvers, die van betere kwaliteit waren dan de revolvers van de concurrentie. Met afstand wonnen de broers goud en zilver met het het militair pistool. John haalde 442 punten met 25 treffers uit 30 schoten. Sumner haalde 380 punten met 23 treffers. De schutter die op de derde plaats eindigde had slechts 205 punten. Bij het snelvuurpistool deed broer John niet mee. Sumner haalde 442 punten met 24 treffers uit 30 schoten. De nummer twee scoorde 285 punten.
Sumners vader was generaal Charles Jackson Paine die in 1885, 1886 en 1887 de prestigieuze zeilwedstrijd America's Cup won.
1896: Sumner Paine ·
1900: Karl Röderer ·
1908: Paul Van Asbroeck ·
1912: Alfred Lane ·
1920: Karl Frederick ·
1936: Torsten Ullman ·
1948: Edwin Vásquez ·
1952: Huelet Benner ·
1956: Pentti Linnosvuo ·
1960: Aleksej Goesjtsjin ·
1964: Väinö Markkanen ·
1968: Grigori Kosysj ·
1972: Ragnar Skanåker ·
1976: Uwe Potteck ·
1980: Aleksandr Melentjev ·
1984: Xu Haifeng ·
1988: Sorin Babii ·
1992: Kanstantsin Loekasjyk ·
1996: Boris Kokorev ·
2000: Tanjoe Kirjakov ·
2004: Michail Nestroejev ·
2008: Jin Jong-oh ·
2012: Jin Jong-oh ·
2016: Jin Jong-oh